# Ксении
Ксе́нии (др.-греч. ξένια «подарки гостям», ед. ч. ξένιον от ξένος «гость») — в античной и новоевропейской поэзии короткие юмористические или хвалительные стихотворения, обращенные к каким-либо лицам.
Словом «Ксении» (др.-греч. Ξένια, лат. Xenia) озаглавил римский поэт Марциал (I век до н. э.) XIII-ю книгу своих «Эпиграмм». Эта книга содержала короткие застольные стихотворения в элегических дистихах, написанные как сопровождение к различным его подаркам и кушаньям для друзей и гостей — с похвалой или порицанием подарков.
Гёте использовал это марциаловское название в ироническом смысле для эпиграмм, которые он сочинял вместе с Шиллером. Помимо названия в качестве образца был взят и размер Марциала: размер ксений — немецкий элегический дистих. В эпиграммах поэты высмеивали литературных противников, состояние тогдашней немецкой литературы в целом, а также и вообще явления тогдашней германской жизни, к которым авторы относились отрицательно. Всего было создано 414 ксений, однако авторство Гёте и Шиллера для каждой из этих эпиграмм неочевидно, основным источником его установления служит их переписка. Впервые «Ксении» были опубликованы Шиллером в его «Альманахе муз на 1797-й год» (нем. «Musenalmanach für 1797»). Позже Гёте публикует собрание рифмованных эпиграмм под названием «Кроткие ксении» (нем. «Zahme Xenien», 1820).
Карл Иммерманн выбрал обозначение «Ксении» для своих полемических эпиграмм, направленных против литературных противников. Гейне опубликовал свои ксении в 1827 году как приложение ко второй части «Путевых картин».
Позднее у Ярослава Ивашкевича был сборник «Ксении и элегии»; книгу стихов «Ксении» написал Аркадий Драгомощенко.